# Susannah of the Mounties
Susannah of the Mounties (Suzana, no Brasil) é um filme de drama estadunidense de 1939 dirigido por Walter Lang e William A. Seiter e estrelado por Shirley Temple, Randolph Scott e Margaret Lockwood. O enredo é baseado no romance de mesmo nome de Muriel Denison.

## Sinopse
Após ser resgatada pela Polícia Montada depois de sobreviver a um ataque de índios na fronteira canadense, a linda órfã Susannah Sheldon (Shirley Temple) cativa a todos os integrantes da Polícia Montada, especialmente ao Inspetor "Monty" Montague (Randolph Scott). Mais do que isso, a adorável Susannah mostra ser uma hábil negociadora entre as tribos e os membros da Polícia Montada.

## Elenco
- Shirley Temple ... Susannah Sheldon
- Randolph Scott ... Inspetor Angus "Monty" Montague
- Margaret Lockwood ... Vicky Standing
- Martin Good Rider ... Little Chief
- Maurice Moscovitch ... Chefe Big Eagle
- Moroni Olsen ... Superintendente Andrew Standing
- Victor Jory ... Wolf Pelt
- Lester Matthews ... Harlan Chambers
- Leyland Hodgson ... Randall
- Herbert Evans ... Doutor
- Jack Luden ... Williams
- Charles Irwin ... Sargento MacGregor
- John Sutton ... Cabo Piggott